# サンデイズド・ミュージック
サンデイズド・ミュージック（Sundazed Music）は、ニューヨーク州コクサッキーを拠点とするアメリカのインディペンデント・レコード・レーベルである。
当初は1960年代中心のサーフ、ガレージ、サイケ・レーベルとして知られていた。その後、モダン・ハーモニック（Modern Harmonic）、アメリカーナ・アンスロポロジー（Americana Anthropology）、ビート・ロケット（Beat Rocket）、ドット・マトリックス・レコーディングス（Dot Matrix Recordings）、リバティー・スパイク・レコーディングス（Liberty Spike Recordings）などのレーベルが加わり、アーカイブ・レーベルとして確固たる地位を築きながらも、その活動範囲はほとんどのジャンルと多くの年代に及んでいる。

## 来歴
レーベル創設者のボブ・アーウィンと妻のメアリーは、1989年にレーベルを立ち上げた。古いレコードを（当時はまだ比較的新しいフォーマットであった）CD用に修復するアーウィンの手腕は、メジャーレーベルの目に留まり、レーベルはバックカタログの再発を依頼するようになった。彼はソニー・ミュージックのアーカイブ・レーベル、レガシー・レコードのリリースに協力した。その後、ボブ・ディラン、ナンシー・シナトラ、ザ・バーズなどの初期音源の修復にも携わった。アーウィンは一時期、アリスタでも働いていた。
サンデイズドの最初のリリースは、ザ・ニッカーボッカーズの『The Great Lost Knickerbockers Album!』とファイブ・アメリカンズの『Western Union』で、アーウィンのガレージ・ロックとサーフ・ミュージックへの個人的な好みを反映していた。
その後、タートルズ、チャレンジャーズ、リバプール・ファイブ、そしてジャン&ディーンの長らく失われていたアルバム『Save for a Rainy Day』などがリリースされた。ニューオリンズ・ファンクの草分け的存在のザ・ミーターズのLP全カタログをレコードとCDで再発した。後にカントリー・ミュージックにも進出し、バック・オーウェンズやジミー・ブライアントを含むキャピトル・レコードのアルバムを幅広く再発した。サンデイズドはまた、傘下のユーフォリア・レーベルからジャズ・ギターのヴィンテージ・アルバムをリリースしている。

## 再発
サンデイズドは、ユニバーサル ミュージック グループ、ソニー、ライノなどのレーベルから多くのリリースのライセンスを受けているが、アーティストやアーティストの遺族との直接契約によるライセンスも多い。
さらに、サンデイズド・ミュージックは長年にわたってカタログを購入してきた。これらのカタログ購入には、1995年にディーン・トーレンスから1966年のジャン&ディーンのコンセプト・アルバム『Save For A Rainy Day』を購入したこと、1996年にゴールデン・ステート・レコーダーズのスタジオ・マスターを購入したこと、2000年にザ・ミュージック・エンポリアムの音源を持つエジソン・インターナショナル・レーベルと、ザ・ファイブ・アメリカンズ、ボビー・パターソン、ジョン・アンド・ロビンの音源を持つアブナック・レコードの買収などが含まれる。
2002年には、ザ・ピラミッズとザ・デイジー・チェインのレコーディングを含むベスト・レコーズ、ユナイテッド・インターナショナル、セドウィック、ウィックワイヤーのカタログを購入した。2019年、オレゴン州セーラムを拠点とするガーランド・レコードを買収。2021年、シャイロー・レコード（ザ・インターナショナル・サブマリン・バンドの『Safe At Home』およびケンタッキー・カーネルズ）のカタログの独占権を取得。2021年には、ザ・トラッシュメンとのパートナーシップを強化するため、ケイ・バンク・スタジオの膨大なテープ・アーカイブも購入した。
1995年、サンデイズドはザ・ピラミッズ20曲入りのCD『Penetration! The Best of the Pyramids』をリリースした。ボブ・アーウィンは、ピラミッズのマネージャー兼プロデューサーだったジョン・ホッジと密接に仕事をしていた。ホッジは、未発表曲を含むオリジナル・レコーディングのマスターを所有していた。ホッジはまた、音楽への強い愛情を持っていた。アーウィンはまた、彼らの作品のセカンド・リリースを計画していた。それは未発表音源を集めた『Lost Pyramids』と題したアルバムとなる予定だった。
「Church Key」をヒットさせたインパクト・レコードのレコーディング・アーティスト、ザ・レヴェルズにも同様の対応を取っている。ザ・レヴェルズのオリジナル・ミュージック・ディレクターであるトニー・ヒルダー、バンド・メンバーのサム・エディとノーマン・ノウルズと協力し、数年前にレコーディングされた彼らの作品を再発させたのだった。
彼らは1999年にスキップ・スペンスのアルバム、『Oar（オール）』をリリースした。
サンデイズドはコロムビアのモビー・グレープのアルバムを再発したが、バンドの元マネージャー、マシュー・カッツとの法的紛争により、最初の3枚のアルバムは即座に回収を余儀なくされた。2009年、彼らはモーリー・グレイと契約し、『The Only Truth』をレコード番号SC 11216で再発した。また、この年にはグループ、ラヴの長らく失われていたコロムビアのセッションをリリースした。
2018年6月24日、1969年にモンキーズのテレビ・シリーズが打ち切られた後にリリースされたマイク・ネスミスのファースト・ナショナル・バンドでの録音をサンデイズド・ミュージックが再発すると報じられた。彼らの3枚のアルバム『Magnetic South』、『Loose Salute』、『Nevada Fighter』は、ネスミスがギターとヴォーカルを担当し、ジョン・ウェアがドラム、ジョン・ロンドンがベース、O.J.・"レッド"・ローズがペダル・スティール・ギターという編成で、1970年から1971年にかけてRCAビクターからレコーディングされ、リリースされものだった。

## 新レーベルからのリリース
2015年、ボブ・アーウィンは元ケンタッキー・ヘッドハンターズのギタリスト、グレッグ・マーティンとの会話の中で、両者が好きだった古いインストゥルメンタル・レコード 「Groovy Grubworm」についての話題が出たことをきっかけに、インストゥルメンタル45回転盤専用の子会社レーベル、サンデイズドRFDを設立した。
ハーロウ・ウィルコックスとオーキーズの 「Groovy Grubworm」、スロービーツ（ケニー・ヴォーン、デイヴ・ロー、マックスウェル・シャウフからなるバンド）の 「Shark Country」、イースト・ナッシュヴィル・ティーンズの 「The Lonely Bull」などは、この新しいレーベルからリリースされた最初のレコードだった。